# Tel père... tel flic !
Ne doit pas être confondu avec Tel père, telle fille (homonymie) ou Tel père, tel fils.
Série
Le justicier braque la mafia (1997)
Pour plus de détails, voir Fiche technique et Distribution.
Tel père... tel flic ! ou Une famille de flics au Québec (Family of Cops) est un téléfilm américain réalisé par Ted Kotcheff, diffusé la première fois en 1995. Le téléfilm générera deux suites : Le justicier braque la mafia (Family of Cops 2) et Le justicier reprend les armes (Family of Cops 3).

## Synopsis
Une femme est accusée de meurtre d'un homme riche et sa famille doit lui prouver son innocence.

## Fiche technique
- Titre original : Family of Cops
- Titre français : Tel père... tel flic !
- Titre québécois : Une famille de flics
- Réalisation : Ted Kotcheff
- Scénario : Joel Blasberg
- Photographie : François Protat
- Musique : Peter Manning Robinson
- Pays d'origine : États-Unis
- Format : Couleurs - 1,33:1 - Mono
- Genre : thriller
- Date de première diffusion : 1995

## Distribution
- Charles Bronson (VF : Jacques Richard) : Paul Fein
- Angela Featherstone : Jackie Fein
- Sebastian Spence : Eddie Fein
- Kate Trotter : Mrs. Novacek
- Caroline Barclay : Celia Brent
- Simon MacCorkindale : Adam Novacek
- John Vernon : Frank Rampola
- Lesley-Anne Down : Anna Novacek
- Daniel Baldwin : Ben Fein
- Harvey Atkin : Avrum Weiss
- Judah Katz : Docteur
- Kevin Rushton : Garde du corps